# Щербинино (Вологодская область)
Щербинино — деревня в Вологодском районе Вологодской области России.
Входит в состав Старосельского сельского поселения, с точки зрения административно-территориального деления — в Старосельский сельсовет.
Расстояние по автодороге до районного центра Вологды — 54 км, до центра муниципального образования Стризнево — 13 км. Ближайшие населённые пункты — Горное, Федотово, Анчаково.
По переписи 2002 года население — 7 человек.

## История
Согласно Спискам населенных мест Российской империи в 1859 году владельческая деревня Щербинино относилась ко 2 стану Вологодского уезда Вологодской губернии. В ней имелось 15 дворов. Проживало 65 мужчин и 54 женщины.